# Komisariat Straży Granicznej „Wieleń”
Komisariat Straży Granicznej „Wieleń” – jednostka organizacyjna Straży Granicznej pełniąca służbę ochronną na granicy polsko-niemieckiej w latach 1928–1939.

## Formowanie i zmiany organizacyjne
W drugiej połowie 1927 roku przystąpiono do gruntownej reorganizacji Straży Celnej. W praktyce skutkowało to rozwiązaniem tej formacji granicznej.
Rozporządzeniem Prezydenta Rzeczypospolitej Polskiej Ignacego Mościckiego z 22 marca 1928, do ochrony północnej, zachodniej i południowej granicy państwa, a w szczególności do ich ochrony celnej, powoływano z dniem 2 kwietnia 1928 Straż Graniczną.
Rozkazem nr 3 z 25 kwietnia 1928 w sprawie organizacji Wielkopolskiego Inspektoratu Okręgowego dowódca Straży Granicznej gen. bryg. Stefan Pasławski przydzielił komisariat „Potrzebowice” do Inspektoratu Granicznego nr 9 „Wronki” i określił jego strukturę organizacyjną. 
Już 15 września 1928 dowódca Straży Granicznej rozkazem nr 7  w sprawie organizacji Wielkopolskiego Inspektoratu Okręgowego podpisanym w zastępstwie przez mjr. Wacława Szpilczyńskiego zmieniał dyslokację, organizację komisariatu i ustalał zasięg placówek. 
Rozkazem nr 11 z 9 stycznia 1930 reorganizacji Wielkopolskiego Inspektoratu Okręgowego komendant Straży Granicznej płk Jan Jur-Gorzechowski ustalił numer i nową organizację komisariatu.
Rozkazem nr 4 z 17 grudnia 1934 w sprawach [...] zarządzeń organizacyjnych i zmian budżetowych, dowódca Straży Granicznej płk Jan Jur-Gorzechowski zniósł placówkę I linii „Wrzeszczyna”.
Rozkazem nr 12 z 14 lipca 1939 w sprawie reorganizacji placówek II linii i posterunków wywiadowczych oraz obsady personalnej, komendant Straży Granicznej gen. bryg. Walerian Czuma utworzył placówkę II linii „Wieleń”.

## Służba graniczna
Rozkazem organizacyjnym nr 2 Wielkopolskiego Inspektoratu Okręgowego Straży Granicznej z 27 czerwca 1928 ustalono zasięg komisariatów. Granica komisariatu „Wieleń” na jego prawym skrzydle to linia od śluzy na Noteci nr 18 przez szosę Gulcz–Rosko wzdłuż drogą do folwarku Rosko, miejscowości: Hamrzysko, Klempicz, Ludomskie Olendry, Ludomy do Rogoźna wyłącznie.
Na lewym jeden kilometr na południowy zachód od mostu kolejowego na Noteci, do miejscowości Pęckowo i Miały włącznie, następnie torem kolejowym do Wronek i rzeką Wartą do miejscowości Słoniawy. 
Na przełomie lat 1929–1930 roku reorganizowano Straż Graniczną. W styczniu 1930 określono nowe granice komisariatu. Na wschodzie jego granicę rozpoczynał prom Martinsa, a kończył na zachodzie kamień graniczny F 033, na wysokości miejscowości Chełst.
Sąsiednie komisariaty
- komisariat Straży Granicznej „Lubasz” ⇔ komisariat Straży Granicznej „Piłka” − 1928
- komisariat Straży Granicznej „Czarnków” ⇔ komisariat Straży Granicznej „Piłka” − styczeń 1930

## Funkcjonariusze komisariatu
| Kierownicy/komendanci komisariatu | Kierownicy/komendanci komisariatu | Kierownicy/komendanci komisariatu |
| stopień                           | imię i nazwisko                   | okres pełnienia służby            |
| --------------------------------- | --------------------------------- | --------------------------------- |
| komisarz                          | Barciszewski                      |                                   |
| aspirant                          | Jerzy Łopuski                     |                                   |
| Zastępcy komendanta komisariatu   |                                   |                                   |
| przodownik                        | Tadeusz Pudłowski                 | 1 V 1939 –                        |
| przodownik                        | Tadeusz Bakes                     | 12 VII 1939 -                     |

## Struktura organizacyjna
Organizacja komisariatu w marcu 1928:
- komenda − Potrzebowice
- placówka Straży Granicznej I linii „Wrzeszczyna”
- placówka Straży Granicznej I linii „Wieleń”
- placówka Straży Granicznej I linii „Drawski Młyn”
- placówka Straży Granicznej II linii „Potrzebowice”
- placówka Straży Granicznej II linii „Wronki”[a]

Organizacja komisariatu we wrześniu 1928:
- komenda − Wieleń
- placówka Straży Granicznej I linii „Wrzeszczyna”
- placówka Straży Granicznej I linii „Wieleń”
- placówka Straży Granicznej I linii „Drawski Młyn”
- placówka Straży Granicznej II linii „Potrzebowice”
- placówka Straży Granicznej II linii „Wronki”

Organizacja komisariatu w styczniu 1930:
- 3/9 komenda − Wieleń
- placówka Straży Granicznej I linii „Wrzeszczyna” → zniesiona w 1934
- placówka Straży Granicznej I linii „Wieleń”
- placówka Straży Granicznej I linii „Drawski Młyn”
- placówka Straży Granicznej I linii „Drawsko”
- placówka Straży Granicznej II linii „Wieleń” ul. Nowe Miasto 16
- placówka Straży Granicznej II linii „Wronki” ul. Samołęska 2